# GS파워
GS파워(주)는 전력생산 및 24시간 연속 지역 난방을 공급과 2000년 공기업 민영화 정책에 따라 한국전력의 부천, 안양 열병합발전소와 한국지역난방공사의 부천, 안양지사를 인수하여 설립된 집단에너지사업체이다.

## 연혁
- 2000년 6월 7일 LG파워 주식회사 설립
- 2000년 6월 22일 안양/부천 열병합 발전 및 지역난방 설비 양수도 계약체결 (한국전력공사/한국지역난방공사)
- 2000년 9월 1일 운영개시
- 2002년 5월 10일 VISION 선포
- 2003년 3월 안양열병합발전소 열원시설 (PLB) 기공식
- 2004년 3월 15일 안양열병합발전소 환경친화기업 지정
- 2004년 12월 16일 EHSQ 통합인증 획득
- 2005년 GS파워주식회사로 사명 변경
- 2005년 3월 15일 무재해 4배수(1,600일) 달성
- 2005년 11월 8일 제21회 경향 전기, 에너지 부문 국무 총리상 수상
- 2006년 9월 1일 중장기성장전략 선포
- 2007년 7월 3일 안양사업소 환경친화기업 재지정
- 2007년 온실가스 감축 실적 인증
- 2007년 제2회 대한민국 집단에너지-산업대상 '경영 대상' 수상
- 2008년 1월 15일 부천 사업소 환경친화기업지정
- 2008년 6월 26일 한국경제신문 주최 친환경 경영 대상 '기업부문' 대상 수상